# Somatoparaphrénie
La somatoparaphrénie est un trouble neuropsychologique rare qui conduit une personne héminégligente à tenir un discours producteur ou positif mais illusoire voire délirant sur l'un de ses membres, à la différence de l'anosognosie caractérisée de manière négative. 

## Historique
En 2004, Boisson et Luauté notent que « les descriptions spécifiques de la somatoparaphrénie
ne sont pas très nombreuses », elles ont souvent été mentionnées sous forme « d'anecdotes » et d'une « bizarrerie » passagère et évolutive.
La littérature neuropsychiatrique française du XXe siècle recèle de nombreuses descriptions et explications du mécanisme cérébral qui induit la continuité sensorielle et motrice, Bonnier, en 1905, parle déjà d'aschématie, et dans la neuropsychiatrie de l'enfance on pose les questions de l'image du corps et du schéma corporel en lien avec le développement psychomoteur.
Babinsky proposait en 1914 le terme d'anosognosie, « description de l'hémiplégie gauche par un patient victime d’un
accident vasculaire sylvien droit », les observations s'étant multipliées depuis, elles donnent naissance au syndrome d'Anton-Babinski.
Lhermitte en 1939 réserve le terme de « d’hémi-asomatognosie » aux troubles du schéma corporel lié à l'hémisphère droit.
C'est Gertsmann qui, en 1942 donne la première définition de la somatoparaphrénie comme « élaboration psychique spécifique, illusions, confabulations vis-à-vis du corps absent » dans le cadre d'une classification des troubles somatognosiques.
Hécaen et Ajuriaguerra, en 1952 fourniront une synthèse solide avec pour sous-titre « Intégration et désintégration de la somatognosie », et mentionnent la possibilité d'éléments productifs.
En 1972, Barbizet, Ben Hamida et Duizabo plaident pour l'importance de l'hémisphère droit dans la reconnaissance de la  proprioception, en suivant la même approche qu'Hécaen.
En parallèle, dans un cadre phénoménologique, Merleau-Ponty s'intéressait au membre fantôme qu'il définit comme « l’expérience refoulée d’un ancien présent qui ne se décide pas à devenir passé » ajoutant le temps à la neurologie.
De la fin du XXe siècle au début du XXIe siècle, l'essor des neurosciences comprises dans le sens d'une vaste approche pluri-disciplinaire permet des rapprochements entre la neurologie, la physiologie et la psychologie et renouvelle l'approche des agnosies en proposant notamment de dépasser l'opposition entre conscience et inconscient.

## Définitions
La première définition de la somatoparaphrénie est celle de Gertsmann, en 1942 : « illusions ou distorsions concernant la perception d’un hémicorps [...]. Affabulations ou délires affectant le côté ou les membres atteints [...]. Élaboration psychique spécifique, illusions, confabulations vis-à-vis du corps absent »,.
Boisson et Luauté la définissent comme « la version productive du trouble de conscience du corps, illusion plutôt qu’hallucination, et parfois véritable délire verbal sur le corps ». 
D'après Ronchi et Vallar, elle « est considérée comme un symptôme pathologique rare, dont la manifestation principale, mais pas unique, est le sens de non-appartenance d’une partie du corps ».

## Manifestations cliniques
Rode en 1992, cite une rémission transitoire d'une somatoparaphrénie dans un cadre chronique. Halligan, en 1993, en 1995, dans un cadre neuropsychologique, décrit sous forme de cas cliniques la dimension émotive et affective du trouble.
Selon Buisson et Luauté, si les descriptions cliniques peuvent être aussi diverses que les patients, la manifestation de délire la plus fréquente concerne le membre supérieur et la main. 
Ronchi et Vallar passent en revue 56 cas publiés dans la littérature scientifique.